# Хрута-фьорд
Хрута-фьорд (исл. Hrútafjörður) — фьорд на северо-западе Исландии. Находится в южной части залива Хунафлоуи к востоку от полуострова Вестфирдир. Окрестности фьорда расположены в муниципалитете Хунатинг-вестра.
Хрута-фьорд является одним из наиболее протяжённых фьордов Исландии: достигает 36 км в длину. В устье ширина фьорда составляет 6-7 км. Средняя глубина — 40 м. В фьорде расположено несколько островов и шхер.

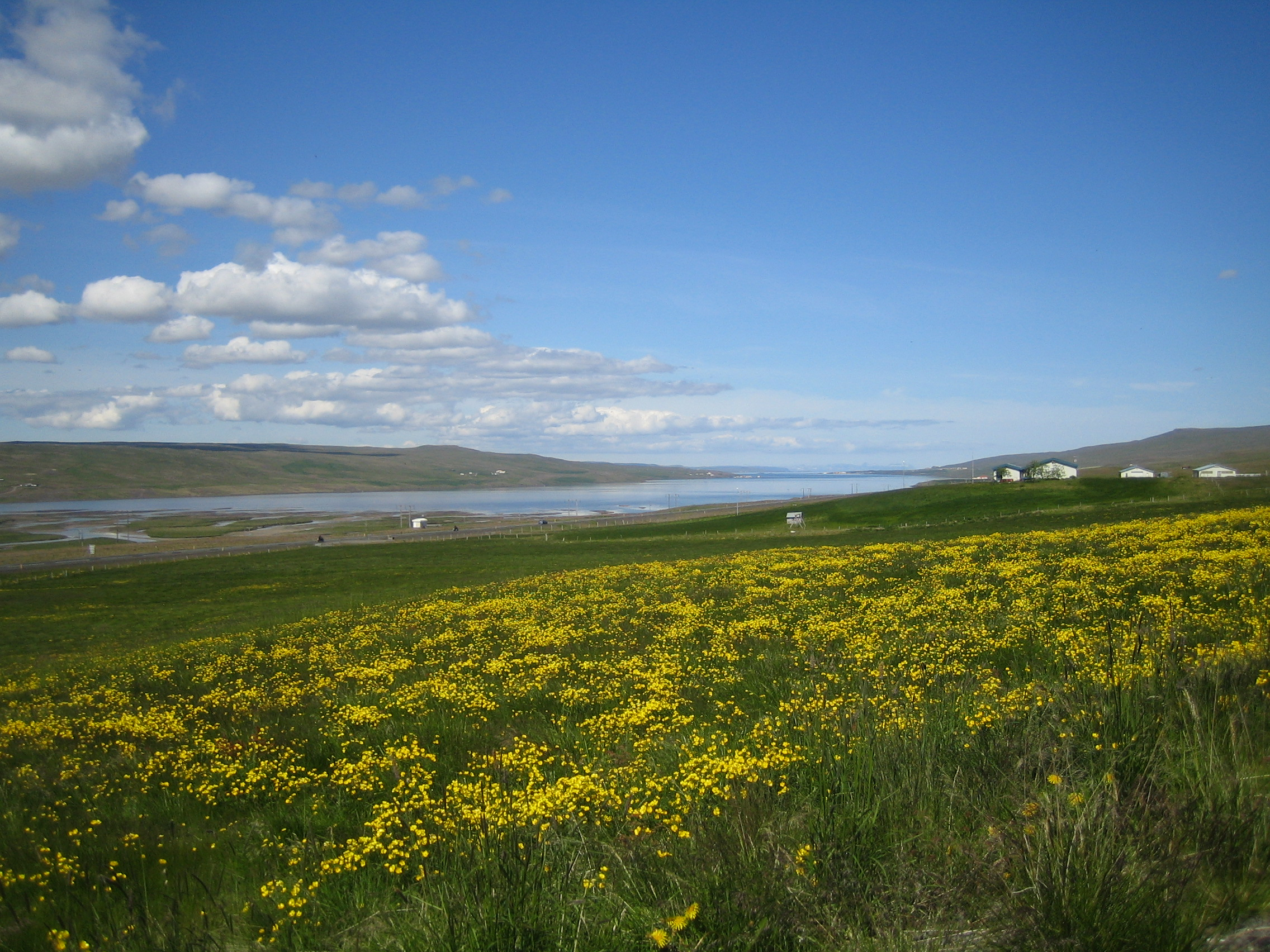
Хрута-фьорд

Первый поселенец, Ингимунд, назвал фьорд в честь баранов (исл. hrútar), которых увидел в этой местности. Такое же происхождение имеет и название одного из островов фьорда — Hrútey. В южной оконечности фьорда находится река Hrútafjarðará («река бараньего фьорда»).
К югу от фьорда проходит Окружная дорога.